# Alcides orontes
Espèce
Synonymes
- Nyctalemon orontes

Alcides orontes est une espèce de lépidoptères de la famille des Uraniidae.